# Канищево (Рязань)
Кани́щево — городской микрорайон в составе Московского района города Рязани, названный так по вошедшему в черту города селу.

## История
По версии Первое упоминание в письменных источниках относится к XIV веку. В сводах Никоновской летописи под 1371 годом упоминается о битве у села Скорнищево близ Переяславля-Рязанского между войсками рязанского князя Олега Ивановича и Дмитрия Донского.

Договорная грамота московского князя Василия Дмитриевича с рязанским князем Фёдором Ольговичем подтверждает местоположение села:
Была рать отца моего великого князя Дмитрия Ивановича на Скорнищеве у города.
По версии краеведов название Скорнищево происходит от преобладавшего в селе ремесленного производства — скорняжества. 
В писцовых книгах XVII века село имеет статус дворцового и упоминается как Конищево. Согласно альтернативной версии, название происходит от древнего русского слова конище — конское пастбище. Сейчас источники позволяют восстановить изначальную историю села. Князь Олег Иванович в первой половине XIV века перенёс столицу своего княжества из Старой Рязани в г. Переяславль (ныне Рязань). На новом месте потребовалось угодье для табунного содержания княжеских коней. Олегу тогда и приглянулась местность, где теперь стоит село. Она была близко к городу, всего в пяти верстах. Её суходольные и заливные луга, окруженные небольшими рощами, представляли хорошее пастбище. И вскоре тут появились загоны с навесами для коней, бревенчатые конюшни и избушки для конюхов. И место, где поили коней, стали называть Конищи, Конищево, Канищево. 
По окладной книге 1676 года в селе было 163 двора, в числе которых было 6 боярских, и значительно превышало по размеру соседние сёла (в Борках — 25, в Городищах — 78 дворов).
В честь победы в Отечественной войне 1812 года в 1824 году в селе была возведена Спасо-Преображенская церковь (предположительно работы архитектора В. П. Стасова). 
По переписи 1881 года в Конищево числилось уже 333 двора. Имелся кирпичный завод, ветряная мельница, и при содействии московского купца Логинова открыто земское училище для мальчиков и девочек. В 1928 году в селе насчитывалось более 4 тысяч жителей.

## Состав
Городской микрорайон Канищево входит в Московский район города Рязани и территориально граничит с микрорайонами Приокский, Северо-Западный промышленный узел, Семчино и Ворошиловкой. 

## Инфраструктура
На территории района находятся:
- Средние школы № 35, 56, 58, 65, 66, 69.
- Рязанская областная клиническая и детская больницы,
- Рязанский федеральный перинатальный центр,
- Рязанское производственно-техническое предприятие «Гранит»,
- Парк Морской славы,
- Преображенская церковь,
- Церковь адвентистов Седьмого дня.

## Галерея

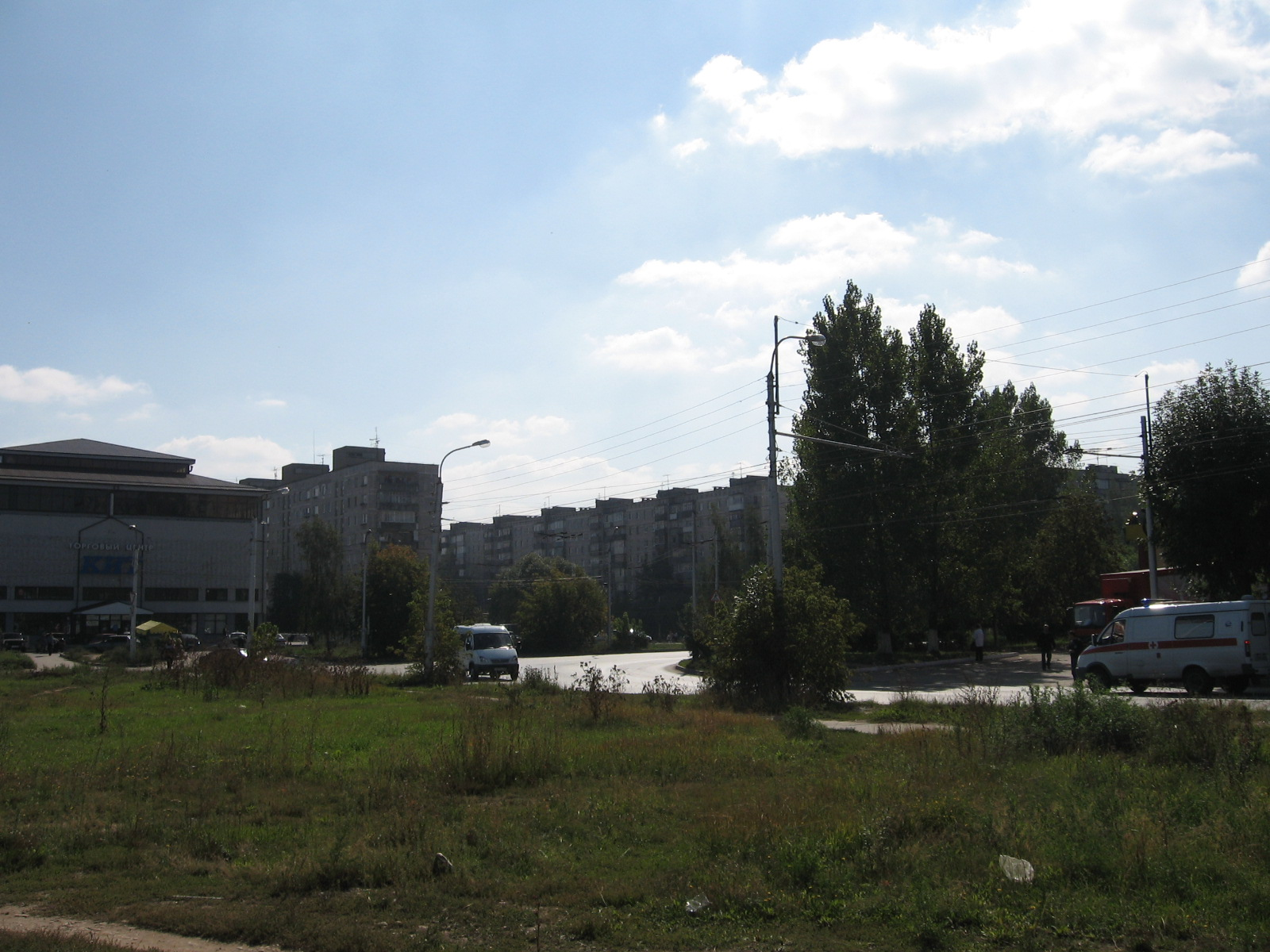
Перекрёсток улиц Станкозаводской и Интернациональной
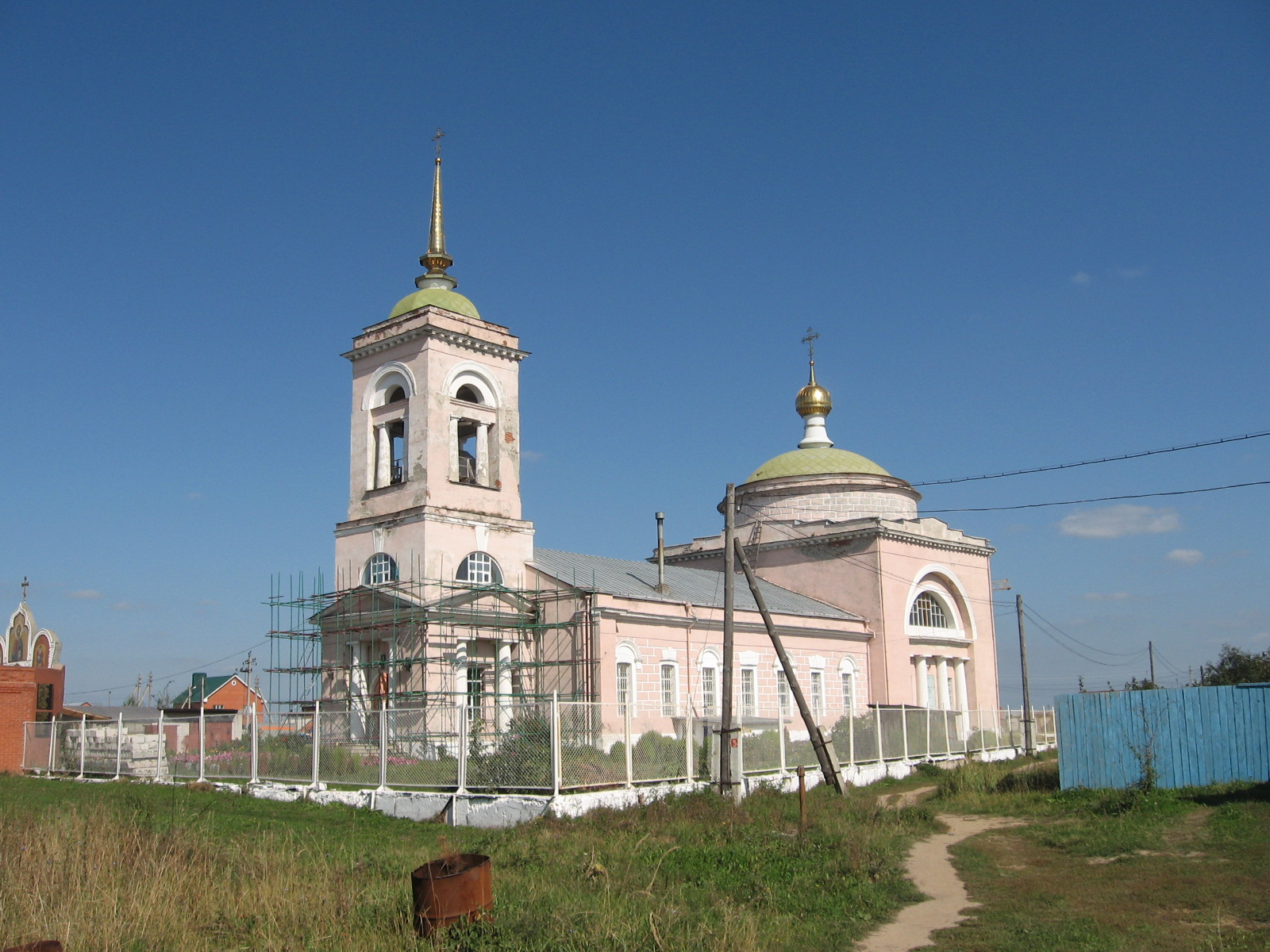
Преображенская церковь
Корпуса Рязанской областной клинической больницы
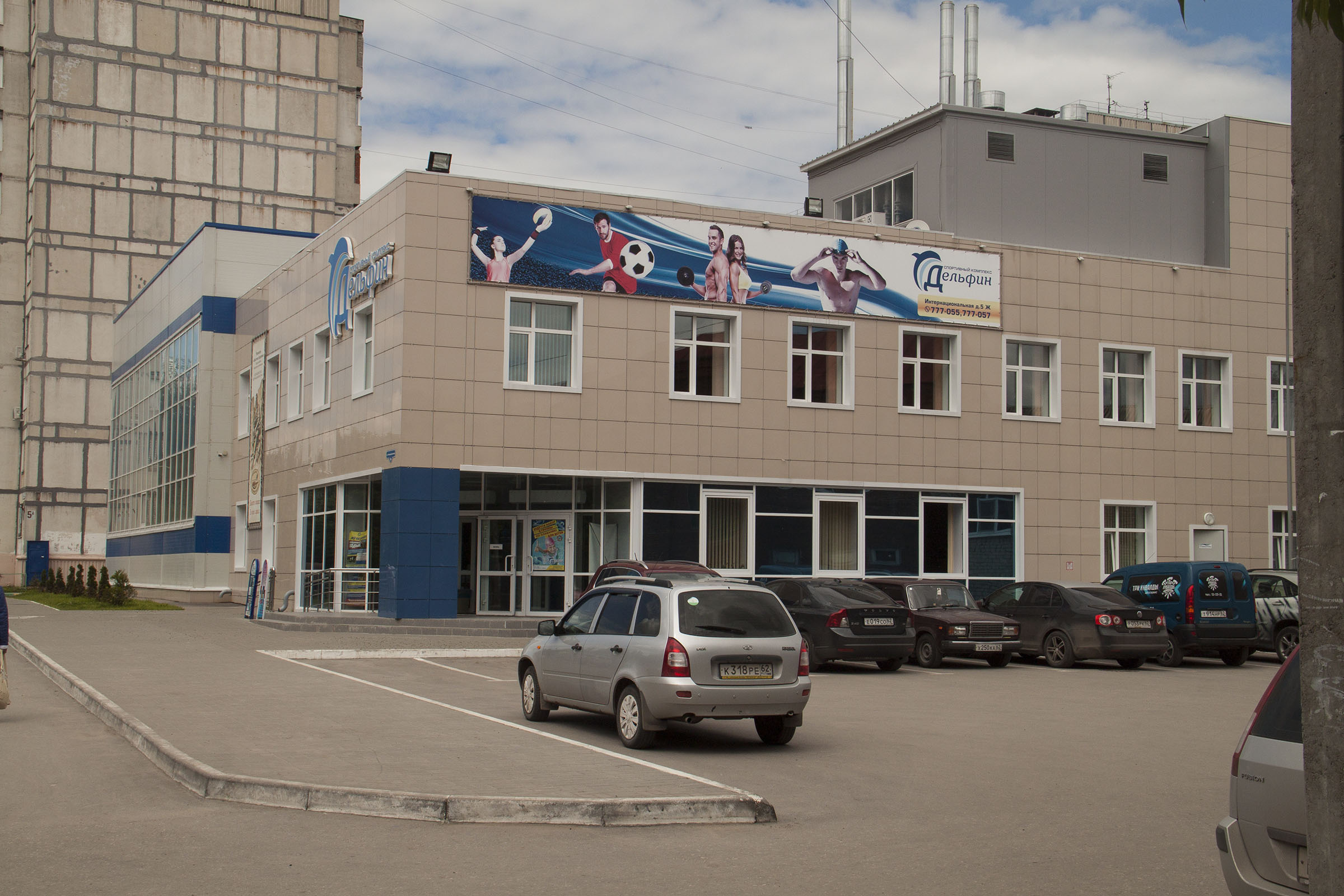
Спорткомплекс «Дельфин»